# Antonio Tajani
Antonio Tajani (prononcé : /anˈtɔːnjo taˈjaːni/), né le 4 août 1953 à Rome, est un homme politique italien, membre fondateur de Forza Italia et président du Parlement européen du 17 janvier 2017 au 3 juillet 2019.
Élu député européen en 1994 après avoir occupé le poste de porte-parole de Silvio Berlusconi, il est de 2008 à 2014 commissaire européen aux Transports puis commissaire européen aux Industries et à l'Entrepreneuriat et vice-président de la Commission européenne. 
En 2017, après deux ans et demi passés à la vice-présidence du Parlement européen, il est élu président de cette institution.
Il démissionne du Parlement européen en 2022 pour devenir ministre des Affaires étrangères dans le gouvernement Meloni, à la suite de la victoire de la droite et de l'extrême droite aux élections parlementaires. L'année suivante, après la mort de Silvio Berlusconi, il devient secrétaire de Forza Italia.

## Situation personnelle

### Formation et carrière
Après avoir obtenu une maîtrise de droit à l'université de Rome « La Sapienza », il devient journaliste parlementaire à l'hebdomadaire Il Settimanale en 1982. La même année, il obtient un poste de journaliste à RadioUno. Il a également été chef du bureau de Il Giornale à Rome.
Il est par ailleurs officier de l'armée de l'air italienne. Après avoir fréquenté le cours de spécialisation de la défense aérienne à Borgo Piave di Latina, il a été contrôleur de la défense aérienne à la base radar de San Giovanni Teatino.
Il parle couramment français, anglais et espagnol. Il est de confession catholique.

## Parcours politique

### Proche de Berlusconi
Il fait ses premières armes politiques en tant que militant du Front de la jeunesse monarchiste. En 1994, il participe à la fondation du parti Forza Italia, entre au bureau exécutif et obtient un poste de responsable régional dans le Latium. Dans le même temps, il devient porte-parole du président du Conseil Silvio Berlusconi et est élu député européen.

### Député européen
Au Parlement européen, il a siégé au sein de différentes commissions, dont celle des Affaires étrangères et celle de la Défense et de la Sécurité. Il entre au conseil municipal (it) de Rome en 2001, puis est battu par Walter Veltroni lors des élections municipales de 2002. Cette même année, il est élu vice-président du Parti populaire européen (PPE).
Il a également fait partie du bureau du groupe du Parti populaire européen, comme chef de la délégation de Forza Italia, et de la convention sur l'avenir de l'Europe.

### Commissaire européen
Le 8 mai 2008, Antonio Tajani est nommé commissaire européen pour l'Italie par le nouveau gouvernement afin de succéder à Franco Frattini, devenu ministre des Affaires étrangères. Alors que Frattini était commissaire à la Justice, à la Sécurité et aux Libertés, le président José Manuel Durão Barroso confie cette responsabilité au Français Jacques Barrot. Tajani hérite alors du portefeuille des Transports, précédemment détenu par Barrot, et d'un poste de vice-président de la Commission, comme Frattini avant lui. Son mandat prend fin le 31 octobre 2009. Il est alors chargé de gérer les affaires courantes.
Lors de la formation de la seconde commission Barroso le 27 novembre 2009, il est désigné vice-président et commissaire aux Industries et à l'Entrepreneuriat. Il entre en fonction le 10 février 2010.

### Parlement européen
À l'occasion des élections européennes des 24 et 25 mai 2014, il est réélu député au Parlement européen dans la circonscription Italie centrale sur la liste de Forza Italia, ayant remporté 109 720 voix de préférence.
En janvier 2017, il se porte candidat à la présidence du Parlement européen au nom du PPE. Il est élu président le 17 janvier 2017, au quatrième tour de vote. Il succède au social-démocrate Martin Schulz. Des médias soulignent à cette occasion son inaction supposée dans le Dieselgate alors qu'il aurait été informé dès 2002 des manipulations de Volkswagen par un cadre d'un fournisseur de pièces automobiles ; en 2015, il publie sur son compte Twitter l'identité de ce fournisseur, commettant ainsi un manquement à la loi européenne sur la protection des données.
En 2018, il obtient le prix européen Charles-Quint.

### Ministre italien des Affaires étrangères
En mai 2023, après que Gérald Darmanin a déclaré que Giorgia Meloni est « incapable de régler les problèmes migratoires » de l'Italie, alors que le pays fait face à un nombre record d'arrivées illégales, les responsables politiques italiens fustigent unanimement ces propos. L'opposition italienne, elle-même, dénonce l'attitude du ministre français. Antonio Tajani annule sa venue en France en représailles et fait part dans les colonnes du Corriere della sera de son incompréhension face à « une insulte gratuite et vulgaire ».

### Secrétaire de Forza Italia
Le 15 juillet 2023, un mois après la mort de Silvio Berlusconi, Antonio Tajani lui succède à la tête de Forza Italia, ayant été désigné à l'unanimité par son conseil national.